# جورج درم
جورج درم (بالألمانية: Georg Drumm)‏ هو موزع ألماني، ولد في 28 سبتمبر 1874 في Erdesbach ‏ في ألمانيا، وتوفي في 16 ديسمبر 1959 في نيويورك في الولايات المتحدة.

## وصلات خارجية
- جورج درم على موقع ميوزك برينز (الإنجليزية)